# Stream Control Transmission Protocol
| Familie: | Internetprotokollfamilie                                  |                     |                     |                     |                     |
| Einsatzgebiet: | Zuverlässiges, verbindungsorientiertes Transportprotokoll |                     |                     |                     |                     |
| \| Anwendung \| Streaming-Protokoll \| Streaming-Protokoll \| Streaming-Protokoll \| Streaming-Protokoll \| Streaming-Protokoll \| \| Transport \| SCTP \| SCTP \| SCTP \| SCTP \| SCTP \| \| Internet \| IP (IPv4, IPv6) \| IP (IPv4, IPv6) \| IP (IPv4, IPv6) \| IP (IPv4, IPv6) \| IP (IPv4, IPv6) \| \| Netzzugang \| Ethernet \| Token Bus \| Token Ring \| FDDI \| … \| |                                                           |                     |                     |                     |                     |
| Anwendung | Streaming-Protokoll                                       | Streaming-Protokoll | Streaming-Protokoll | Streaming-Protokoll | Streaming-Protokoll |
| Transport | SCTP                                                      | SCTP                | SCTP                | SCTP                | SCTP                |
| Internet | IP (IPv4, IPv6)                                           | IP (IPv4, IPv6)     | IP (IPv4, IPv6)     | IP (IPv4, IPv6)     | IP (IPv4, IPv6)     |
| Netzzugang | Ethernet                                                  | Token Bus           | Token Ring          | FDDI                | …                   |

Das Stream Control Transmission Protocol (SCTP) ist ein zuverlässiges, verbindungsorientiertes Netzwerkprotokoll. Es gehört zur Transportschicht und setzt auf einem potenziell unzuverlässigen, verbindungslosen Paketdienst auf.

## Eigenschaften und Funktionen
SCTP wurde von der Internet Engineering Task Force (IETF) als neues Transportprotokoll vorgeschlagen und im Oktober 2000 in dem Standarddokument RFC 2960 veröffentlicht. Die Spezifikation wurde im September 2007 durch RFC 4960 und im Juni 2022 durch RFC 9260 ersetzt. Eine Einführung findet sich in RFC 3286. Das zuständige Gremium bei der IETF ist die Arbeitsgruppe Signaling Transport, kurz SIGTRAN.
Als Transportprotokoll steht SCTP auf derselben Stufe des TCP/IP-Referenzmodells wie TCP und UDP (Schicht 4 des OSI-Modells).
SCTP realisiert das Konzept einer Association: Hier wird eine Verbindung aufgebaut, in der mehrere Nachrichten-Datenströme in sich reihenfolgenerhaltend (untereinander aber potentiell nicht-reihenfolgenerhaltend) transportiert werden. Zusätzlich können einzelne, zum Beispiel dringende, Datagramme separat und außer der Reihe verschickt werden, die dadurch eventuell die In-Order-Datenströme „überholen“.
SCTP kennt außerdem Multistreaming und Multihoming (ein Host mit mehreren gültigen IP-Adressen). Es werden Heartbeats verwendet, um aktiv auf Verbindungsabriss zu testen.
Anders als TCP zeigt sich SCTP resistent gegen SYN-Flooding, eine Denial-of-Service-Attacke, bei der durch halboffene Verbindungen die Ressourcen des Servers aufgebraucht werden. Dazu verwendet es einen sogenannten Vier-Wege-Handshake. Hierbei speichert der Server bei einer Verbindungsanfrage (INIT-Paket) keine Zustandsinformationen, sondern schickt diese in Form eines Cookies (INIT-ACK-Paket) an den Client. Der Client muss dieses Cookie in seine Antwort (COOKIE-ECHO-Paket) einfügen und wird damit vom Server als zum Verbindungsaufbau berechtigt erkannt, was dieser ihm bestätigt (COOKIE-ACK-Paket). Ein ähnliches Verfahren ist mit TCP ebenfalls möglich, siehe SYN-Cookies.
Ursprünglich wurde SCTP als Transportprotokoll definiert, um Zeichengabenachrichten (SS7) aus Telefonnetzen auch über IP-Netzwerke übertragen zu können. Bei der Entwicklung stand insbesondere die Zuverlässigkeit des Protokolls im Vordergrund. SCTP ist aber auch für andere Anwendungen geeignet, da es Vorteile von TCP und UDP vereint. Eine wichtige, auf SCTP aufbauende Anwendung ist Reliable Server Pooling (RSerPool).
SCTP verwendet für Fluss- und Überlastkontrolle ähnliche Algorithmen wie TCP, verhält sich also in einem gemischten Netz (SCTP und TCP) neutral.

## Alternativen
QUIC ist ebenfalls ein zuverlässiges und verbindungsorientiertes Netzprotokoll auf Transportschicht. Es wurde von Google entworfen und baut auf UDP auf. SCTP und QUIC unterscheiden sich im Funktionsumfang und möglichen Einsatzzwecken. So unterstützt QUIC kein Multihoming und keine redundanten Übertragungspfade. In QUIC ist Transport Layer Security (TLS) zur kryptographischen Absicherung der Kommunikation integriert, wodurch Verbindungen immer verschlüsselt sind. QUIC wird von Protokollen wie HTTP/3 oder DNS over QUIC (DoQ) verwendet. QUIC wurde wie zuvor SCTP von der IETF standardisiert; eine Google-Variante gQUIC wird parallel fortgeführt.

## Spezifikationen
- RFC: <a href='https://datatracker.ietf.org/doc/html/rfc2960' class='extiw' title='rfc:2960'>2960</a> – Stream Control Transmission Protocol. 2000 (englisch).
- RFC: <a href='https://datatracker.ietf.org/doc/html/rfc4960' class='extiw' title='rfc:4960'>4960</a> – Stream Control Transmission Protocol. 2007 (englisch).
- RFC: <a href='https://datatracker.ietf.org/doc/html/rfc6951' class='extiw' title='rfc:6951'>6951</a> – UDP Encapsulation of Stream Control Transmission Protocol. 2013 (englisch).
- RFC: <a href='https://datatracker.ietf.org/doc/html/rfc9260' class='extiw' title='rfc:9260'>9260</a> – Stream Control Transmission Protocol. 2022 (englisch).